# Zsolt Laczkó
Zsolt Laczkó est un footballeur hongrois, né le 18 décembre 1986 à Szeged en Hongrie. Il occupe le poste d'ailier reconverti entraîneur.

## Biographie

### Ferencváros TC
Zsolt Laczkó fait ses débuts dans le championnat de Hongrie en 2004. Il joue pour Ferencváros TC 44 matchs et marque 12 buts.

### Olympiakos
Laczkó est libre et rejoint l'Olympiakos Le Pirée lors de l'entrainement de pré-saison. Laczkó effectue une période d'essai dans lequel il y joue deux matches amicaux, dans lesquels il y marque un but. Il impressionne assez l'entraîneur Takis Lemonis pour être récompensé d'un contrat avec le club. Le 25 juillet 2007 il signe un contrat de 4 ans avec le club grec, mais a été par la suite prêté à l'APO Levadiakos peu après la signature de son contrat. 

### Leicester City
Le 17 décembre 2007, Laczkó rejoint en période d'essai Leicester City, il signe pour un prêt avec option d'achat le 4 janvier 2008 pour le reste de la saison. Laczkó récupère le numéro 32. Lui et son compatriote Gábor Bori qui a rejoint le  club la semaine suivante étaient désireux d'avoir un contrat afin de rester au club. Laczkó fait ses débuts avec Leicester City le 12 janvier 2008 sur une victoire 2 buts à 0 face à Coventry City. L'entraîneur Ian Holloway le décrit comme « absolument remarquable ». Il fait sa première passe décisive, pour Stephen Clemence le 16 février 2008 sur une victoire 4 buts à 0 face Norwich City. Il a joué un total de neuf matches de championnat mais du fait que Leicester est relégués en fin de la saison, le contrat n'a jamais eu lieu.

### Vasas SC
Il retourne en Hongrie après avoir échoué à s'imposer comme joueur de l'équipe première avec l'Olympiakos, signant pour le Vasas SC, pour lequel il joue durant une saison avant de rejoindre le champion de Hongrie Debrecen VSC en août 2009.

### Debrecen VSC
Laczkó joue 35 matchs et marque 2 buts avec le Debrecen VSC. Il joue six matchs lors des phases de groupes de la Ligue des champions de la saison 2009-2010. Il a marqué un doublé contre le Diósgyőri VTK en championnat durant la même saison. À la fin de la saison, Laczkó gagne le championnat de Hongrie. Il joue un rôle important pour la qualification en Ligue Europa. Laczkó marque un but contre le Litex Lovetch lors des barrages. Il a également réalisé de bonne performance contre la Sampdoria au Stade Luigi Ferraris, bien que le Debrecen ait perdu 1 but à 0. Lors du dernier match de phase de groupe le Debrecen bat la Sampdoria 2 buts à 0.

### Sampdoria
En janvier 2011, Laczkó signe un contrat avec l'équipe italienne de la Sampdoria.

### Retour au Ferencváros TC
Le 22 février 2014, Laczkó signe un contrat avec l'équipe hongroise Ferencváros TC,.

## Carrière
| Saison                | Club                   | Championnat           | Championnat | Championnat | Coupe nationale | Coupe nationale | Coupe de la Ligue | Coupe de la Ligue | Compétition(s) continentale(s) | Compétition(s) continentale(s) | Compétition(s) continentale(s) | Hongrie | Hongrie | Total | Total |
| Saison                | Club                   | Division              | M.          | B.          | M.              | B.              | M.                | B.                | Comp.                          | M.                             | B.                             | M.      | B.      | M.    | B.    |
| 2004 - 2005           | Ferencváros TC         | Nemzeti Bajnokság I   | -           | -           | -               | -               | -                 | -                 | -                              | -                              | -                              | -       | -       | 0     | 0     |
| 2005 - 2006           | Ferencváros TC         | Nemzeti Bajnokság I   | -           | -           | -               | -               | -                 | -                 | C3                             | 2                              | 0                              | -       | -       | 2     | 0     |
| 2006 - 2007           | Ferencváros TC         | Nemzeti Bajnokság I   | -           | -           | -               | -               | -                 | -                 | -                              | -                              | -                              | -       | -       | 0     | 0     |
| 2007 - 2008           | APO Levadiakos         | Nemzeti Bajnokság I   | 7           | 0           | -               | -               | -                 | -                 | -                              | -                              | -                              | -       | -       | 7     | 0     |
| 2007 - 2008           | Leicester City FC      | FL Championship       | 9           | 0           | -               | -               | -                 | -                 | -                              | -                              | -                              | -       | -       | 9     | 0     |
| 2008 - 2009           | Vasas SC               | Nemzeti Bajnokság I   | -           | -           | -               | -               | -                 | -                 | -                              | -                              | -                              | -       | -       | 0     | 0     |
| 2009 - 2010           | Debrecen VSC           | Nemzeti Bajnokság I   | 23          | 1           | 1               | 1               | -                 | -                 | C1                             | 6                              | 0                              | 2       | 0       | 32    | 2     |
| 2010 - 2011           | Debrecen VSC           | Nemzeti Bajnokság I   | 12          | 1           | -               | -               | -                 | -                 | C1/C3                          | 8                              | 1                              | 6       | 0       | 26    | 2     |
| 2010 - 2011           | Sampdoria              | Serie A               | 9           | 0           | -               | -               | -                 | -                 | -                              | -                              | -                              | 5       | 0       | 14    | 0     |
| 2011 - 2012           | Sampdoria              | Serie B               | 26          | 0           | 2               | 0               | -                 | -                 | -                              | -                              | -                              | 6       | 0       | 34    | 0     |
| 2012 - 2013           | Sampdoria              | Serie A               | -           | -           | -               | -               | -                 | -                 | -                              | -                              | -                              | 1       | 0       | 1     | 0     |
| 2012 - 2013           | Vicenza                | Serie B               | 13          | 0           | -               | -               | -                 | -                 | -                              | -                              | -                              | 1       | 0       | 14    | 0     |
| 2013 - 2014           | Padova                 | Serie B               | 15          | 0           | -               | -               | -                 | -                 | -                              | -                              | -                              | 1       | 0       | 16    | 0     |
| 2013 - 2014           | Ferencváros TC         | Nemzeti Bajnokság I   | 4           | 0           | -               | -               | 2                 | 0                 | -                              | -                              | -                              | -       | -       | 6     | 0     |
| 2014 - 2015           | Kecskeméti TE          | Nemzeti Bajnokság I   | 15          | 0           | 1               | 0               | 1                 | 0                 | -                              | -                              | -                              | -       | -       | 17    | 0     |
| 2015 - 2016           | Békéscsabai 1912 Előre | Nemzeti Bajnokság I   | 29          | 5           | 6               | 1               | -                 | -                 | -                              | -                              | -                              | -       | -       | 35    | 6     |
| 2016 - 2017           | Paksi SE               | Nemzeti Bajnokság I   | 11          | 0           | 1               | 0               | -                 | -                 | -                              | -                              | -                              | -       | -       | 12    | 0     |
| Total sur la carrière | Total sur la carrière  | Total sur la carrière | 173         | 7           | 11              | 2               | 3                 | 0                 | -                              | 16                             | 0                              | 22      | 0       | 225   | 9     |

1. ↑  À partir de janvier 2008.
2. ↑  À partir de janvier 2011.
3. ↑  À partir de décembre 2012.
4. ↑  À partir de février 2014.

## Palmarès
Debrecen VSC
- Champion de Hongrie : 2010
- Vainqueur de la Coupe de Hongrie : 2010
- Vainqueur de la Coupe de la Ligue hongroise : 2010
- Vainqueur de la Supercoupe de Hongrie : 2010

 Honved Budapest FC
- Champion de Hongrie : 2017